# ATP5J2
ATP5J2 (англ. ATP synthase, H+ transporting, mitochondrial Fo complex subunit F2) – білок, який кодується однойменним геном, розташованим у людей на короткому плечі 7-ї хромосоми. Довжина поліпептидного ланцюга білка становить 94 амінокислот, а молекулярна маса — 10 918.
| 10         |  | 20         |  | 30         |  | 40         |  | 50         |
| ---------- |  | ---------- |  | ---------- |  | ---------- |  | ---------- |
| MASVGECPAP |  | VPVKDKKLLE |  | VKLGELPSWI |  | LMRDFSPSGI |  | FGAFQRGYYR |
| YYNKYINVKK |  | GSISGITMVL |  | ACYVLFSYSF |  | SYKHLKHERL |  | RKYH       |

A: Аланін

C: Цистеїн

D: Аспарагінова кислота

E: Глутамінова кислота

F: Фенілаланін

G: Гліцин

H: Гістидин

I: Ізолейцин

K: Лізин

L: Лейцин

M: Метіонін

N: Аспарагін

P: Пролін

Q: Глутамін

R: Аргінін

S: Серин

T: Треонін

V: Валін

W: Триптофан

Кодований геном білок за функцією належить до фосфопротеїнів. 
Задіяний у таких біологічних процесах, як транспорт іонів, транспорт, синтез АТФ, транспорт протонів, ацетилювання, альтернативний сплайсинг. 
Локалізований у мембрані, мітохондрії, внутрішній мембрані мітохондрії.